# 国鉄EF80形電気機関車
EF80形電気機関車（EF80がたでんききかんしゃ）は、日本国有鉄道（国鉄）が1962年（昭和37年）から製造した交直流両用電気機関車である。

## 概要
交直両用電気機関車では国鉄で2例目となる量産形式で、常磐線系統の客貨列車用として1962年から1967年までに63両が製造された。
1961年6月1日、常磐線の取手 - 勝田間が電化されたが、従来の直流電化では茨城県石岡市（当時は新治郡八郷町）柿岡にある地磁気観測所での観測に影響を与えるために交流電化とされた。この区間を走行する電車・電気機関車は取手 - 藤代間にデッドセクションを設けて、走行中に直流と交流とを切り替える車上切換方式とすることが決定し、国鉄では、1959年にED46形（→ED92形）1両を試作した。日本初の交直両用電気機関車である同形式は東北本線や常磐線で各種試験が行われ、試用結果を反映させて開発・製造されたのが本形式である。

## 構造
交直流両用機関車で機器搭載による重量増を抑えるために、ED46形で採用された1台車1主電動機2軸駆動のカルダン駆動方式を踏襲し、1次形では総重量96.0 tで車輪1軸あたりの荷重となる軸重も16 t（2次形では、それぞれ97.8 tおよび16.3 t）を実現している。整流器はRS9形シリコン整流器を採用した。
当初は旅客形はD形機、貨物形はF形機として計画が進められていたが、同時期に実施された動力近代化計画によって旅客形機が余剰になることが予想されたため、貨物形機への転用を考慮すると、D形機では牽引力不足のおそれがあることから、交直両用機はF形機で統一する方針となり、暖房用電源を搭載する旅客形と搭載しない貨物形の2種類が製造された。同様のケースは計画時期が近い直流機のEF64形でも見みられる。
車体はEF60形やEF70形と同様のデッキと先台車のない箱形車体である。重連運用は想定していないためパノラミックウィンドウの前面非貫通形2枚窓であるが、前照灯はシールドビームの2灯式になり、前面窓上に分散配置されたほか、側面は通気口の上に明かり取り窓を配した構造となった。このスタイルは1962年（昭和37年）にEF80形と共に登場したED74形を嚆矢とし、小変更を受けつつEF66形を除く多くの国鉄形電気機関車に受け継がれた。
旅客形
電気暖房用電源と引き通しとしてKE3形ジャンパ連結器を装備する。その電源として交流区間ではED46形と同様に主変圧器の4次巻線を用い、直流区間ではシリコン整流器化によりインバータ運転が不可能になったため、代わりに電動発電機（MG）を搭載して供給した。
貨物形
電気暖房関連の装備は未搭載である。また車重を旅客形に合わせるために死重を搭載する。

## 製造年次別詳説
本形式では、1962年から1963年にかけて製造された1次形と1966年から1967年にかけて製造された2次形に分類される。
EF80形番号別分類
| 製造次 | 車両番号 | 製造所              | 用途 | 新製配置   | 製造名目                          | 予算                |
| ------ | -------- | ------------------- | ---- | ---------- | --------------------------------- | ------------------- |
| 1次形  | 1 - 13   | 日立製作所          | 旅客 | 田端機関区 | 常磐線 勝田 - 平間電化開業        | 昭和36年度第2次債務 |
| 1次形  | 14 - 20  | 三菱電機 三菱重工業 | 旅客 | 田端機関区 | 常磐線 勝田 - 平間電化開業        | 昭和36年度第2次債務 |
| 1次形  | 21 - 27  | 日立製作所          | 旅客 | 田端機関区 | 常磐線 勝田 - 平間電化開業        | 昭和37年度民有      |
| 1次形  | 28 - 30  | 三菱電機 三菱重工業 | 旅客 | 田端機関区 | 常磐線 勝田 - 平間電化開業        | 昭和37年度民有      |
| 1次形  | 31 - 40  | 日立製作所          | 貨物 | 田端機関区 | 常磐線 勝田 - 平間電化開業        | 昭和37年度第1次債務 |
| 1次形  | 41 - 50  | 日立製作所          | 貨物 | 田端機関区 | 常磐線 勝田 - 平間電化開業        | 昭和37年度第2次債務 |
| 2次形  | 51・52   | 日立製作所          | 貨物 | 勝田電車区 | 新金貨物線完全電化 水戸線電化開業 | 昭和41年度本予算    |
| 2次形  | 53 - 55  | 東芝                | 貨物 | 勝田電車区 | 新金貨物線完全電化 水戸線電化開業 | 昭和41年度本予算    |
| 2次形  | 56 - 58  | 三菱電機 三菱重工業 | 貨物 | 勝田電車区 | 新金貨物線完全電化 水戸線電化開業 | 昭和41年度本予算    |
| 2次形  | 59 - 63  | 日立製作所          | 旅客 | 勝田電車区 | 新金貨物線完全電化 水戸線電化開業 | 昭和41年度本予算    |

### 1次形
1 - 50が該当。
- 引張力伝達方式は特殊心皿方式[2]で、台車はDT127形（両端）・DT128形（中間）[3]。
- 前照灯が埋込式。
- 37は前面窓ガラスの支持構成が他車と異なり車体角部の曲面ガラスが独立した構成である。

### 2次形
51 - 63が該当。2次形では以下の設計変更が行われた。
- 1次形の特殊心皿方式台車ではピッチングが問題となったため、引張力伝達を引棒方式[2]としたDT135形（両端）・DT136形（中間）に変更[4]。
- 正面前照灯を埋め込み式から張り出し式に変更。
- 標識灯の大形化[注 4]。
- 側面エアフィルタ上の明り取り窓はHゴム支持に変更。
- 総重量が97.8 tに増加。
- 旅客形（59 - 63）では、2・3位部分の運転室側窓上水切りを電暖表示灯上まで延長。
  - また63は電気暖房用MGの代わりに静止形インバータを試験的に搭載した。

### 主な改造工事
1次形庇取付
1次形の特徴でもある庇は、後年になって車体前面から上がってきた雨水が溜まり腐食することへの対策として前面窓上に設置された。
20系客車牽引用改造
1968年のダイヤ改正で20系客車の最高速度110 km/h運転が開始となった。このためブレーキがAREB電磁指令式自動空気ブレーキ化されることになり、特急「ゆうづる」牽引を担当する本形式でも対応する改造が1 - 12に施工された。
- 当時の常磐線での最高速度は95 km/hのため、電磁ブレーキ指令回路のジャンパ連結器や応速度編成増圧ブレーキ装置は未装備であるが、20系客車への増圧圧縮空気ならびに空気ばね台車への供給のため元空気ダメ管は装備された。

## 運用の変遷
本形式は1963年の新製配置から1986年の廃車まで、一貫して常磐線および水戸鉄道管理局（現・東日本旅客鉄道水戸支社）管内を中心に運用された。
1次形は田端機関区に、2次形は勝田電車区に新製時に集中配置されているが、後に勝田配置は解かれ田端配置車を含む一部車両は新規開設された内郷機関区に転属となった。1985年の内郷機関区廃止に伴い、再び田端区に集中配置となっている。
常磐線上野 - 平間で、寝台特急「ゆうづる」・夜行急行「十和田」をはじめとする各種の旅客列車・貨物列車に使用されたほか、以下の線区にも定期運用があった。
- 水戸線 （小山 - 友部）
  - 郵便車併結の客車列車が存在したため本形式の牽引で運用された。また、貨物列車を中心に一部の列車を常磐線や東北本線まで直通で牽引する運用も存在した。
- 総武本線（新小岩操 - 佐倉・金町）
- 外房線（千葉 - 蘇我）
- 新金線

以上のほか、まれに以下のような定期運用外の代替措置、臨時運用があった。
- 東北本線（田端操 - 郡山貨物ターミナル）
  - 上野 - 黒磯間を中心に臨時旅客列車に投入された事例
  - 1960年代後半から1970年代前半にかけて田端機関区所属の本形式が宇都宮運転所所属のEF57形・EF58形運用の一部を代走（急行「八甲田」を牽引した事例）
- 両毛線（小山 - 佐野）
  - 成田空港建設工事に際して葛生から東武佐野線・両毛線・水戸線・常磐線・成田線経由で資材輸送の臨時貨物列車が設定され、佐野から我孫子までを本形式が牽引した[5] 。

1973年には後継形式のEF81形が田端機関区に新製配置されたが、このEF81形は東北本線の貨物列車牽引の運用に充当され、常磐線での定期運用に就くことはなかった。その後1980年代になって、日本海縦貫線用として富山機関区や酒田機関区に配置されていたEF81形初期・中期車の余剰車が田端区に転配されて本形式の置換えが開始され、これに伴い常磐線の定期運用にもEF81形が就役することとなる。1986年までに本形式の全車が廃車され形式消滅した。JRグループへの承継車両はない。

## 軽軸重・直流化改造構想
本形式を直流専用機に改造する計画が立案されたが、実現には至らなかった。詳細は下記の通りである。

### 経緯
製造後13 - 14年が経過した1970年代半ばになると、本形式は交流機器および周辺部の劣化が目立つようになり、故障件数も直流機関車の平均値の2倍にまで達するようになってきた。しかし抜本的な対策を行うには経費がかかるため、改修は容易ではなかった。一方で地方線区の中には、線路等級の問題（軸重制限）から標準形機関車の入線が困難な路線も多く、旧形式機関車の老朽化が進みながらもその淘汰は遅れていた。
そこで当時の国鉄大宮工場が着目したのが、本形式に採用された軽軸重化の仕組みである。製造時に交流機器の軽量化が困難であったために軸重軽減のため1台車1モーター方式が採用された本形式から交流機器や電暖用発電機を撤去し直流機とすれば、軸重が軽くなり地方線区への転用と交流機器撤去により劣化故障問題も同時に解決が可能となる見込みであった。
置き換え対象については、すでにED62形の落成が見込まれていたためこれによって置き換えられるED18形・ED19形は除外され、EF10形・EF12形が対象とされた。

### 改造内容
概要は下記の通りである。
- 撤去対象機器の総重量は17.3 tであり、撤去後の軸重は当時電化区間では最も条件の厳しかった飯田線（飯田 - 辰野間）の軸重13.6 tをクリア。
- 重量軽減による影響を抑えるため、台車の改造やブレーキ率を変更。
- トンネル断面の小さい身延線等への入線も考慮して、パンタグラフをPS19形からPS17形へと変更し、設置位置を車体中心寄りの屋根上としたうえで屋根をフラット化。また主抵抗器冷却風道の形状を変更。
- 一部消耗品の新形式への変更など体質改善工事を実施。

## 保存車両
2017年4月1日までは36号機と63号機が静態保存されていたが、それ以降の同年10月内に36号機が解体された 。

### 現存機
EF80 63 - 碓氷峠鉄道文化むら

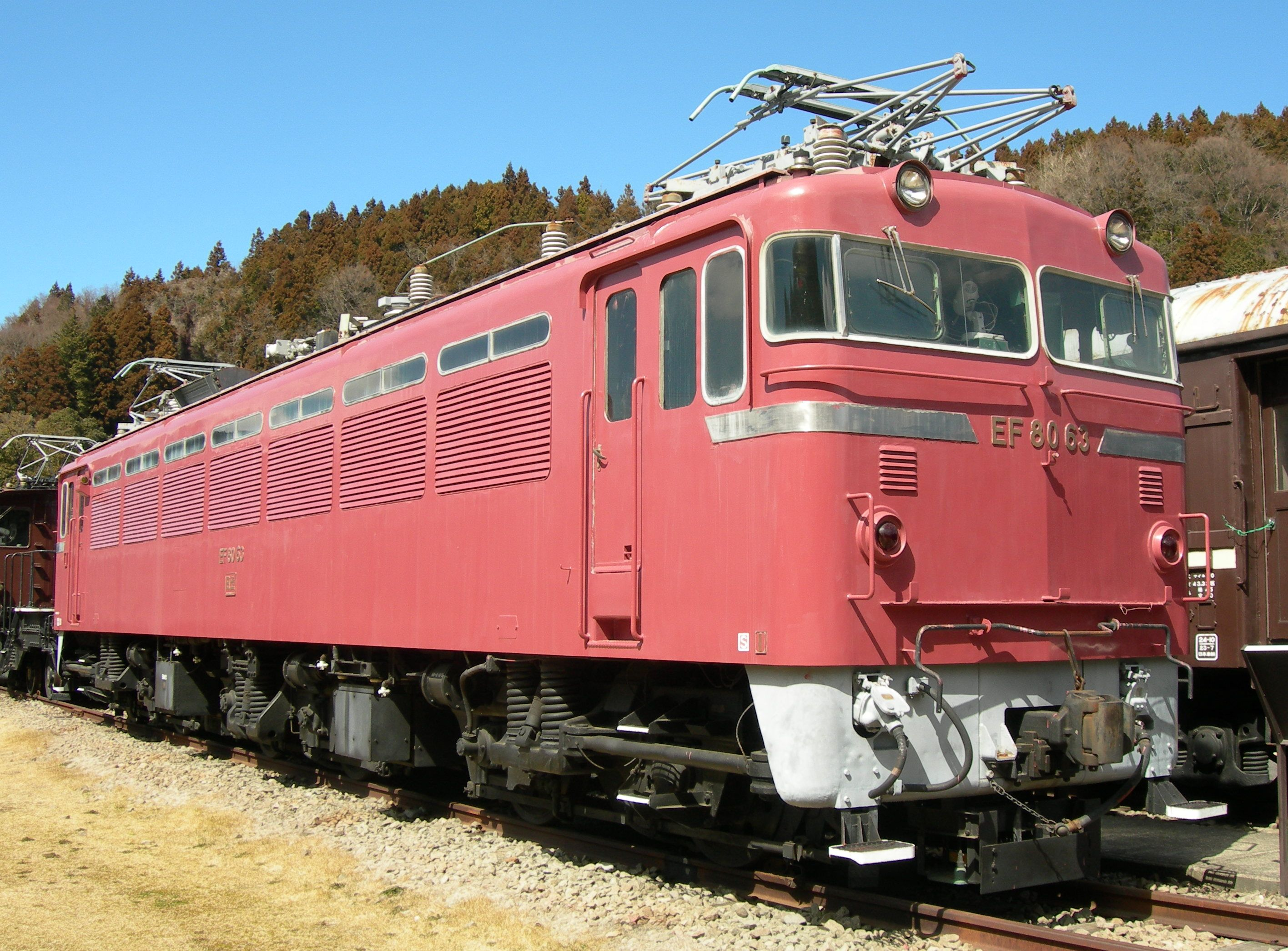
63号機（碓氷峠鉄道文化むら）

- 1986年1月18日除籍。最終配置区：田端機関区（現・田端運転所）、同年4月高崎運転所（→旧・高崎車両センター→同高崎支所→現・ぐんま車両センター）へ搬送、保管[9]。
- 1999年4月18日オープン当初から同所に展示されている[10]。

### 保存後解体機

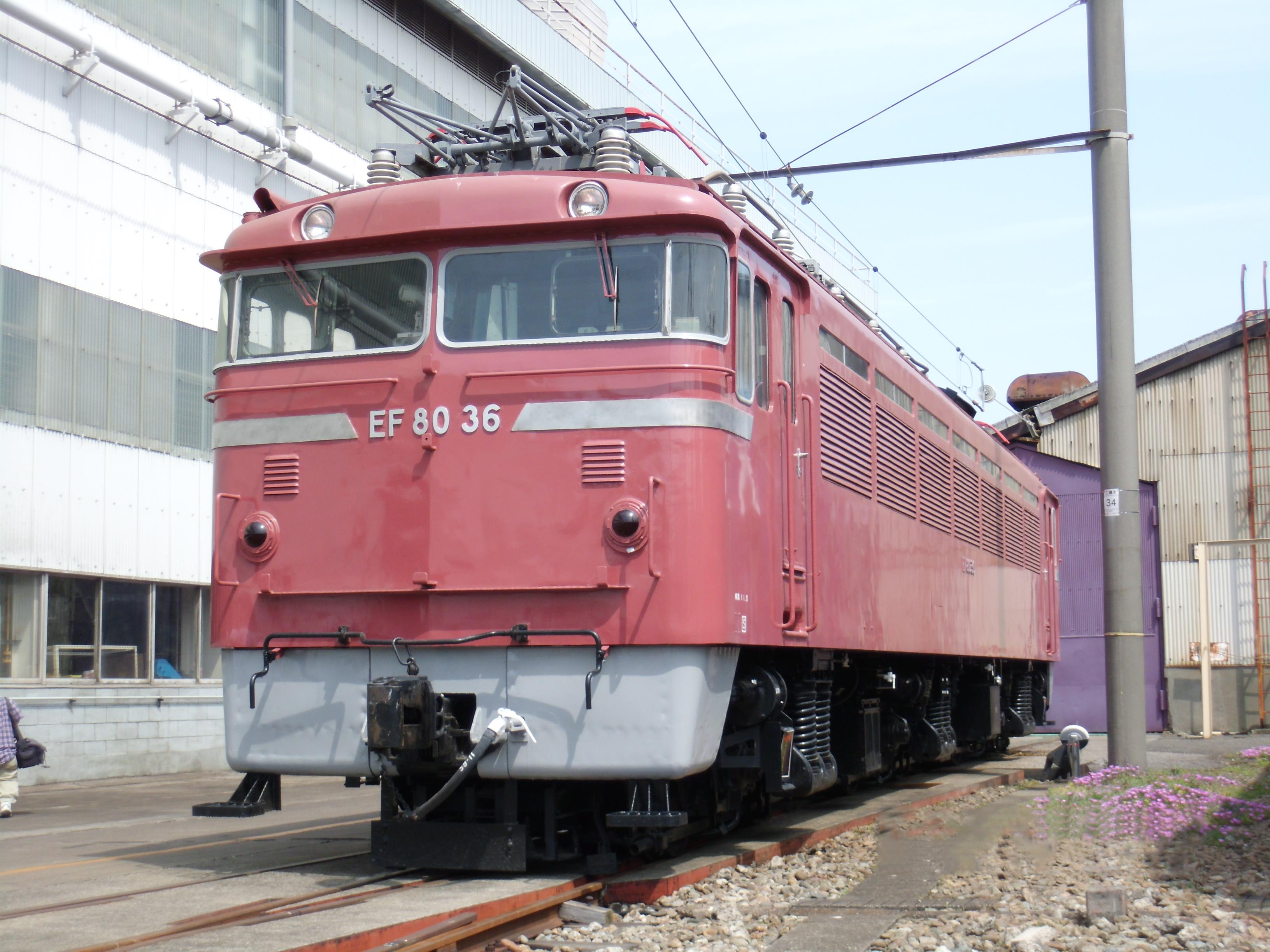
在りし日の36号機（大宮総合車両センター一般公開時：2012年5月26日）

EF80 36 - 最終保存場所：大宮総合車両センター
- 1986年1月18日除籍。最終配置区：田端機関区（現・田端運転所）[11]
- 一般公開にてよく展示される車両であり、2010年には整備も行われたが、2013年を最後に展示されなくなった[12]。
- 2017年内に同センター内にて解体（2017年10月17日～?）[8]。

## 登場作品
韓国で製作されたアニメーション「チビ列車ティティポ」では、本形式をモデルにしたエリックというキャラクターが登場するが、前部連結器が格納式になっていたり、片運転台構造になっていて実機にはない貫通路が後部にあったり、台車の数が二つだったりと実機と異なる部分が幾つか見受けられる。